# Thierstein

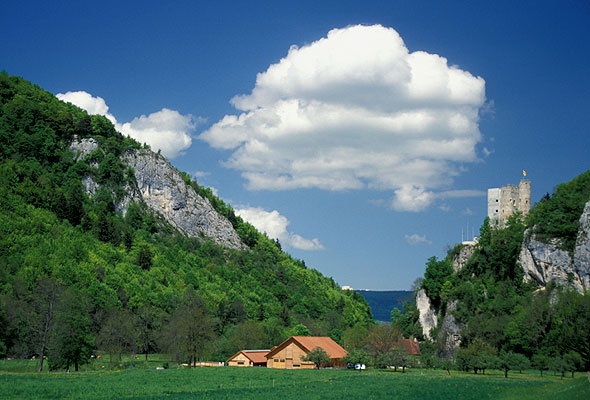
Borgruinen Neu-Thierstein i Büsserach

Thierstein är ett förvaltningsdistrikt (Bezirk) i kantonen Solothurn i Schweiz. Distriktet har 12 kommuner och tillhör amtet (Amtei) Dorneck-Thierstein.

## Historia
Området lydde sedan 1100-talet under grevarna av Thierstein. Sedan 1522 hör det till Solothurn. Fram till 1798 residerade fogden i borgen Neu-Thierstein vid huvudvägen till Passwang.

## Distriktets geografi
Distriktet ligger i Jurabergen och består av två delar:
- Huvuddelen omfattar Passwangmassivets nordvästsluttning med passvägen till Balsthal.
- Exklaven Kleinlützel, öster därom vid ån Lützel med gräns till Frankrike.

De två delarna skiljs av ett 2 kilometer brett område tillhörande kantonen Basel-Landschaft.
Det lantligt präglade distriktet kan ses som en del av agglomerationen Basel. Den största orten, Breitenbach, ligger dock 25 kilometer från Basel.
Kollektivtrafiken utförs med buss. Närmaste station med fjärrtågstrafik är Laufen.

## Distriktets kommuner
- Beinwil
- Breitenbach
- Büsserach
- Bärschwil
- Erschwil
- Fehren
- Grindel
- Himmelried
- Kleinlützel
- Meltingen
- Nunningen
- Zullwil